# Pandalus hypsinotus
Espèce
Pandalus hypsinotus est une espèce de crevettes.